# Serkan Demirezen
Serkan Demirezen (* 23. Februar 1996 in Kayseri) ist ein türkischer Fußballspieler.

## Karriere
Demirezen begann 2007 in der Jugend von Kayseri Erciyesspor mit dem Vereinsfußball.
Gegen Ende der Saison 2014/15 wurde er erstmals am Training der Profimannschaft beteiligt und gab schließlich am 23. Mai 2015 in der Ligapartie gegen Kasımpaşa Istanbul sein Profidebüt. Zum Ende der Saison 2014/15 hatte er von seinem Klub auch einen Profivertrag erhalten.